# Franz von Bellegarde

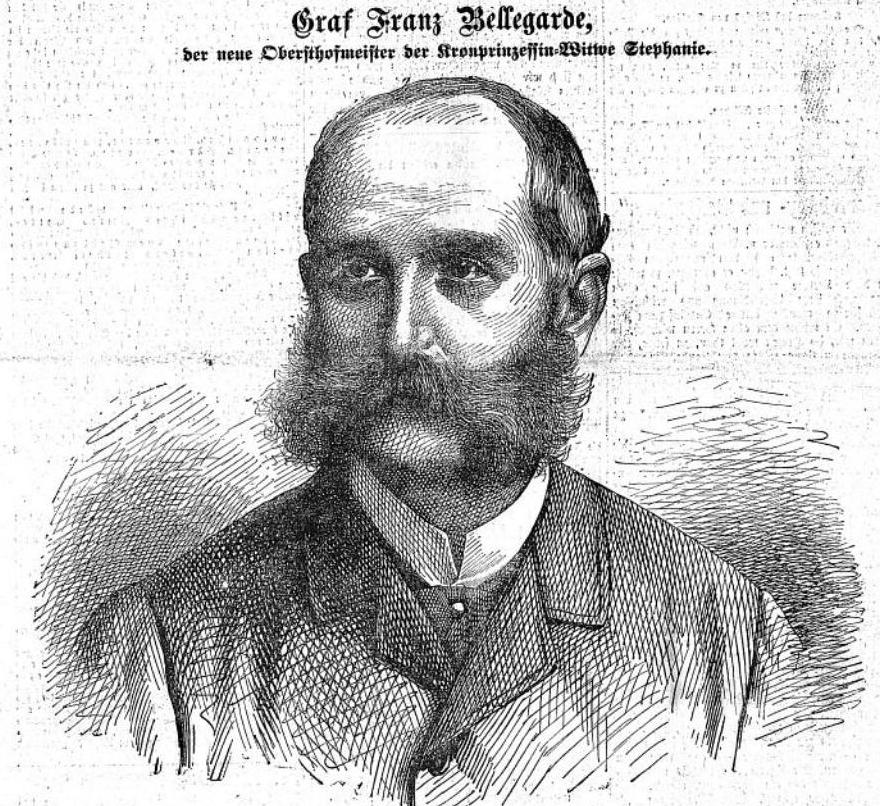
Franz von Bellegarde (1833–1912)

Graf Franz Alexander Ernst Noyel von Bellegarde (* 18. Juni 1833 in Wien; † 1. Januar 1912 in München) war langjähriges Mitglied des Herrenhauses. Er war Besitzer des Gutes Groß Herrlitz bei Troppau in Österreichisch-Schlesien.
Seine Eltern waren der Feldmarschall-Lieutenant August Karl Emanuel von Bellegarde (1795–1873) und dessen Ehefrau Julie von Gudenus (1795–1865).
Er wurde 1857 zum Kämmerer, 10. Juni 1881 zum geheimen Rat und am 15. September 1885 zum lebenslänglichen Mitglied des Herrenhauses ernannt. Dort stimmte er mit der Mittelpartei.
Seit 1889 war er Obersthofmeister der Kronprinzessin Witwe Erzherzogin Stephanie.

## Familie
Bellegarde heiratete 1857 die Gräfin Rudolfine Caroline von Kinsky zu Wchinitz und Tettau (* 26. Juni 1836; † 25. November 1899), deren Bruder Fürst Ferdinand Kinsky ebenfalls erbliches Herrenhausmitglied war. Das Paar hatte mehrere Kinder:
- August Maria Rudolf Emanuel Franz (* 26. Mai 1858; † 24. Februar 1929), Geheimer Rat, Oberstküchenmeister und Oberst

⚭ 1887 mit Gräfin Henriette von Larisch-Moenich (* 17. März 1867; † 13. August 1892)
⚭ 1897 mit Prinzessin Marie zu Öttingen-Öttingen und Öttingen-Wallerstein (* 10. Dezember 1874; † 19. Februar 1960)
- Rudolf Ferdinand Emanuel (* 28. Februar 1862), K. u. K. Kämmerer und Oberstlieutenant ⚭ 1891 Gräfin Karoline Pejacsevich von Veröcze (* 18. Januar 1861)[1]
- Franz Joseph Vincenz Karl Emanuel (* 14. Juni 1866; † 2. April 1915 gefallen im Laborcza-Tal, Karpaten) ⚭ 1909 Gräfin Josefa zu Königsegg-Aulendorf (* 27. Mai 1889; † 7. November 1939)[2]
- Felix Maria Michael Emanuel (* 28. September 1867)
- Marie Dorothea Wilhelmine Julie Paula  (* 27. Juni 1873; † 1. Februar 1945) ⚭ 1896 Fürst und Altgraf Alfred zu Salm-Reifferscheid-Krautheim und Dyck (* 23. Juni 1863; † 6. Juli 1924)